# Леобен (округ)
Бецирк Леобен (нім. Leoben) — округ австрійської федеральної землі Штирія. 

## Адміністративний поділ
Округ поділено на 16 громад:
Міста
1. Айзенерц
2. Леобен
3. Трофаях

Ярмаркові містечка
1. Кальванг
2. Каммерн-ім-Лізінгталь
3. Краубат-ан-дер-Мур
4. Маутерн-ін Штаєрмарк
5. Нікласдорф
6. Санкт-Міхаель-ін Оберштаєрмарк
7. Санкт-Петер-Фраєнштайн
8. Вордернберг

Сільські громади
1. Пролеб
2. Радмер
3. Санкт-Штефан-об-Леобен
4. Трабох
5. Вальд-ам-Шоберпасс

### До реформи 2014/2015
Округ поділено на 19 громад:
- Айзенерц
- Гай
- Гафнінг-бай-Трофаях
- Гіфлау
- Кальванг
- Каммерн-ім-Лізінгталь
- Краубат-ан-дер-Мур
- Леобен
- Маутерн-ін Штаєрмарк
- Нікласдорф
- Пролеб
- Радмер
- Санкт-Міхаель-ін Оберштаєрмарк
- Санкт-Петер-Фраєнштайн
- Санкт-Штефан-об-Леобен
- Трабох
- Трофаях
- Вордернберг
- Вальд-ам-Шоберпасс

## Демографія
Населення округу за роками за даними статистичного бюро Австрії

## Виноски
1. ↑  Statistik Austria. Архів оригіналу за 2 травня 2015. Процитовано 24 червня 2013.

| Австрія | Це незавершена стаття з географії Австрії. Ви можете допомогти проєкту, виправивши або дописавши її. |